# スパイダーマン ミステリオの脅威
『スパイダーマン ミステリオの脅威』（Spider-Man: Mysterio's Menace）は、Vicarious Visionsが開発し、アクティビジョンより2001年9月19日に発売されたゲームボーイアドバンス用アクションゲーム。日本ではサクセスより2002年4月26日に発売された。

## 概要
本作は、アメコミ原作のヒーロー「スパイダーマン」を主人公として操って数々の事件に挑む、というゲームである。

## ストーリー
3つの事件がニューヨークの各地で起こった。一見なんの関連もないように思われたが、その影にはイリュージョンマスターの異名を持つミステリオの存在があった。ミステリオは、ニューヨークを幻影だらけの街に変えようと企んでいた。スパイダーマンはニューヨークにのさばる悪党共を退治するために動き出す。

## 登場人物

### スパイダーマンサイド
ピーター・パーカー / スパイダーマン
本作の主人公。高校生の頃、放射線を浴びたクモに噛まれて超人的な能力を手に入れた。叔父が強盗に殺されたのをきっかけにスパイダーマンとなり、ニューヨークを守って多くの敵と戦い続けている。本業はフリーのカメラマン。
メリー・ジェーン・パーカー
ピーターの妻。モデル兼女優。遊園地で金魚すくいをしていたが、金魚鉢が家に無いことを思い出してピーターに電話をかけてくる。

### スーパーヴィラン
クエンティン・ベック / ミステリオ
本作のラスボス。元映画の特殊効果マンという経歴から、VR技術を駆使した視覚トリックや幻覚で人々を混乱に貶めるのを得意としている。金魚鉢のような球体を頭部に被っている。
マックス・ディロン / エレクトロ
以前は電気工事技師だったが、感電事故にあって高圧電流を放電できる特異体質へと変化した。それ以来、この特殊能力を使って犯罪を繰り返している。
アレクセイ・シツェビッチ / ライノ
ロシアから移民してきた労働者で犯罪者として半生を過ごしていたが、人体実験を受けてライノへと生まれ変わる。身につけているスーツは破壊不可能で着脱も不可能。
ハンマーヘッド
本名不明。ニューヨークマフィアの幹部。鋼鉄製の頭を持っていて、その頭突き攻撃だけで大抵の障害物を破壊し、敵を倒すことができる。
マクドナルド・ガーガン / スコーピオン
J・ジョナ・ジェイムソンがファーレー・スティルウェル博士と共謀して、人体改造手術により作り出された人工超人。特殊スーツの尻尾は、非常に強力な武器となる。
ジャクソン・ホイール / ビッグホイール
ビッグホイールは、悪の科学者であるジャクソン・ホイールが操作する一輪車。見た目は貧弱だが、その破壊力は戦車をも凌駕する。

## 評価
ゲーム雑誌「ファミコン通信」でのクロスレビューは、40点満点中28点だった。